# 自凝島駅
自凝島駅（おのころじまえき）は、かつて兵庫県三原郡三原町（現・南あわじ市）榎列大榎列に存在した、淡路交通鉄道線の駅（廃駅）である。

## 歴史
市村駅が終点となっていた淡路鉄道時代に新設開業した駅である。当初は旅客および手荷物のみ取扱可能であったが、1926年（大正15年）に砂利取得線が駅周辺に敷設され、三原川での砂利採取が行われていた。1935年（昭和10年）には砂利取得線が下流側に移設されている。
- 1924年（大正13年）5月8日：開業[1]。
- 1929年（昭和4年）9月27日：待合室を設置[1]。
- 1943年（昭和18年）7月：社名改称に伴い淡路交通鉄道線の駅となる。
- 1966年（昭和41年）10月1日：鉄道線の廃線に伴い廃止[2]。

## 駅構造
単式ホーム1面1線の地上駅で、洲本方から見て右側にホームと待合室が設置されていた。
最晩年は乗車券類の販売が近隣の商店に受託されていた。

## 駅周辺
- 兵庫県道66号大谷鮎原神代線
- 自凝島神社
- 南あわじ市立榎列小学校
- あわじ島農業協同組合（JAあわじ島）榎列支所
- 忠魂碑
- 三原川

## 駅跡
駅跡地は榎列小学校の用地となっている。
掃守 - 当駅間に存在した2つの橋梁のうち、成相川橋梁は掃守寄りの橋台が残存しているが、三原川橋梁は痕跡をとどめていない。

## 隣の駅
淡路交通
鉄道線
掃守駅 - 自凝島駅 - 一本松駅